# Saint-Philibert (Morbihan)
 Saint-Philibert  (en bretón Sant-Filiberzh) es una población y comuna francesa, situada en la región de Bretaña, departamento de Morbihan, en el distrito de Lorient y cantón de Auray.

## Demografía
| 860 | 843 | 1037 | 1020 | 1187 | 1258 |
| Para los censos de 1962 a 1999 la población legal corresponde a la población sin duplicidades (Fuente: INSEE [Consultar]) |     |      |      |      |      |